# Taenogera longa
Taenogera longa är en tvåvingeart som beskrevs av Ignaz Rudolph Schiner 1868. Taenogera longa ingår i släktet Taenogera och familjen stilettflugor. Inga underarter finns listade i Catalogue of Life.